# Learjet 24
De Learjet 24 was de opvolger van Learjets succesvolle Learjet 23 en werd midden 1966 geïntroduceerd.

## Geschiedenis
Na het succes van de Learjet 23 werd het vliegtuig doorontwikkeld tot de Learjet 24. Onder de verbeteringen waren:
- Verbeterde bestuurbaarheid bij lage snelheid,
- Hoger maximaal startgewicht,
- Hogere cabinedruk om op grotere hoogte te vliegen,
- Een extra zijruit,
- Krachtiger motoren,
- Een nieuwe voorruit,
- Extra brandstof in de tanks aan de vleugeluiteinden,
- Een brandblussysteem voor de motoren,
- Groter vliegbereik.

Net als Learjet met de 23 had gedaan, begon het bedrijf een publiciteitscampagne voor de 24. Van 23 tot 26 mei 1966 vloog het toestel als eerste privéjet 37.000 kilometer rond de wereld in vijftig uren en twintig minuten. Tijdens die vlucht brak de 24 nog achttien andere luchtvaartrecords.
De opvolger, de Learjet 25, vloog voor het eerst in augustus 1966.

## Inzet
De vlieghoogte en het bereik van de Learjet 24 maakte het toestel zeer geschikt voor terreinverkenning. Onder andere de Argentijnse, Boliviaanse, Ecuadoriaanse, Joegoslavische, Mexicaanse en Peruviaanse luchtmacht schaften het vliegtuig aan.